# Vuurtoren van Yaquina Bay

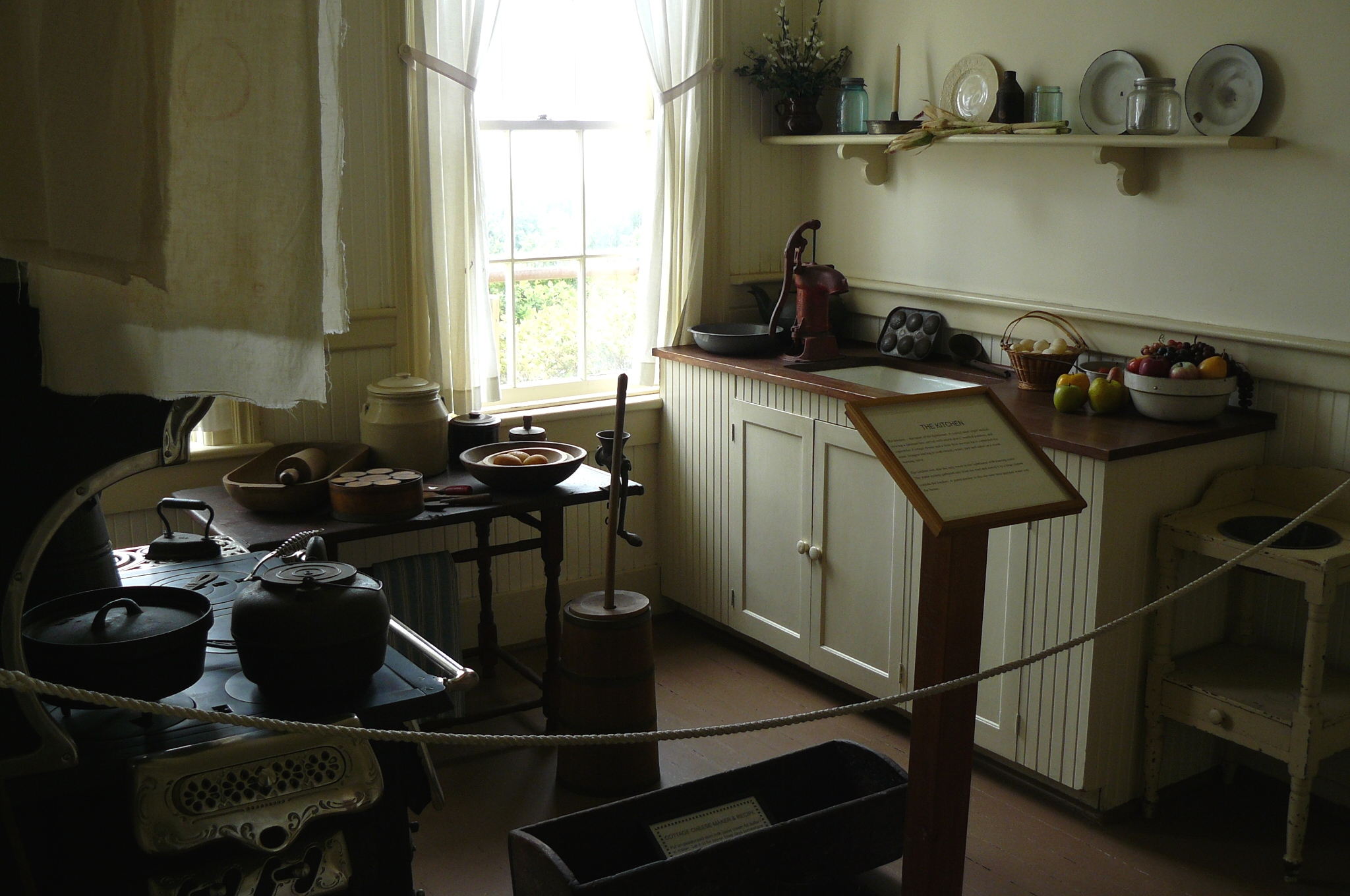
De keuken in Yaquina Bay Lighthouse.

Yaquina Bay Lighthouse is een vuurtoren in Oregon. De vuurtoren werd in 1871 gebouwd als havenlicht voor Newport. Newport was destijds een belangrijke haven tussen San Francisco en de Puget Sound. Vier jaar later al buiten gebruik gesteld vanwege de bouw van een nieuwe vuurtoren, Yaquina Head Lighthouse, zo’n vijf kilometer ten noorden van Yaquina Bay Light. Het gebouw is nu een museum en open voor publiek.

## Locatie
Newport ligt aan de monding van de Yaquina en werd gezien als een goede haven voor het scheepvaartverkeer tussen San Francisco en Puget Sound in het noorden van de Verenigde Staten. De vuurtoren staat aan de noordoever van de Yaquina Bay en kwam in november 1871 in gebruik. Yaquina Bay Light is na Cape Blanco Light de oudste vuurtoren in Oregon als havenlicht voor Newport.

## Bouw en beschrijving
De bouw van de vuurtoren startte op 1 mei 1871 en in november van datzelfde kwam het in gebruik. Het gebouw is van hout en heeft alleen een bakstenen fundering. Het telt twee etages en een zolder. Naast de centrale hal telt het huis vijf kamers op de begane grond en vier op de eerste etage. Het vuurtorenlicht was een vast onderdeel van de vuurwachterswoning. Het licht was op de zolder geplaatst met een zeer kleine kamer voor de vuurtorenwachter direct onder het licht. Deze bouwstijl voor Amerikaanse vuurtorens was gewoon rond 1860, maar aan de westkust zijn maar twee van dit soort vuurtorens gebouwd. Een tweede, bij Point Adams aan de monding van de Columbia werd in 1912 door brand verwoest en is niet herbouwd.
Op 28 april 1871 werd de grond aangekocht. Lester en Sophronia Baldwin, een van de eerste bewoners bij Yaquina Bay, verkochten voor $ 500 zo’n 15 hectare (35 acre aan de overheid. Een lokale aannemer, Ben Simpson, kreeg de bouwopdracht. Joseph Bien uit San Francisco leverde de specifieke bouwdelen voor de lamp. Het licht kreeg een op walvisolie gestookte lamp en een vijfde orde fresnellens. Op 3 november 1871 werd het licht voor de eerste keer ontstoken. Drie jaar later, op 1 oktober 1874, werd het licht alweer gedoofd. Op Yaquina Head was een grotere vuurtoren gereed gekomen en daarmee was de vuurtoren overbodig geworden. De eerste en enige vuurtorenwachter was Charles Pierce, die samen met zijn vrouw en acht kinderen in het huis heeft gewoond.
Vanaf 1888 werd het huis gebruikt door ingenieurs van het Amerikaanse leger. Zij waren betrokken bij de bouw van twee golfbrekers ter bescherming van de toegang tot Yaquina Bay. Vanaf 1906 werd het gebruikt als reddingsstation voor in nood verkerende schepen door de Amerikaanse kustwacht. In die periode werd ook een stalen uitzichttoren naast het gebouw geplaatst. In 1933 verhuisde de kustwacht naar een andere locatie in Newport. In 1934 kocht een onderdeel van Oregon de vuurtoren, de uitzichttoren en grond langs de kust en strand om er een park van te maken.

## Gebruik als museum
In 1946 dreigde de vuurtorenwoning te worden gesloopt. De Lincoln County Historical Society werd in 1948 opgericht om dit tegen te gaan. Het is een van de oudste gebouwen in Newport. Gedurende drie jaar werd geld ingezameld, maar niet genoeg om het gebouw te behouden. In 1951 kwamen de sloopplannen opnieuw op tafel, maar dit werd alsnog voorkomen. Het werd een museum met exposities over Lincoln County voor een periode van 18 jaar.
In 1970 werd de vuurtoren opgenomen in het National Register of Historic Places en gerestaureerd. Het gebouw werd in 1974 overgedragen aan de Oregon Parks and Recreation Department.

## Yaquina Bay State Recreation park
De vuurtoren staat in het Yaquina Bay State Recreation park. Het park heeft een oppervlakte van ongeveer 15 hectare. De rivier en baai zijn vernoemd naar de Yaquina-indianen die het stroomgebied bevolkten. In 1866 opende de regering het gebied voor kolonisten. Newport heeft nog steeds een vissershaven en een kleine commerciële haven.